# Joseph Novak
Joseph Donald Novak (nascido em 1932) é um empresário e educador americano. É professor emérito na Cornell University e Pesquisador Sênior no IHMC. É conhecido mundialmente pelo desenvolvimento da teoria do mapa conceitual na década de 1970.

## Biografia
Joseph Novak além de ser um bem sucedido empresário, formou-se em Ciências e Matemática em 1952 na Universidade de Minnesota, concluiu seu Mestrado em Ciências da Educação, (1954) na Universidade de Minnesota, e concluiu sua graduação em Biologia e Ciências da Educação na Universidade de Minnesota, em 1958.
Foi um professor de biologia no Kansas State Teachers College em Emporia (1957-1959), e na formação de professores na Purdue University (1959-1967). Desde 1998 ele é também pesquisador visitante na Universidade de West Florida, no departamento Institute for Human & Machine Cognition. Trabalha atualmente também para a NASA, a Marinha, a CIA etc. Além disso, atua como consultor para mais de 400 escolas, universidades e corporações, incluindo a Procter and Gamble, e NASA, Departamento de Marinha, e EPRI.
Recebeu uma série de prêmios e honrarias:  Doutor Honoris Causa pela Universidade de Comahue, Nuquen, Argentina (1988); doutoramento honorário pela Universidade Pública de Navarra,Pamplona, Espanha, (2002); Doutor Honoris Causa pela Universidade de Urbino (2006); e o primeiro prêmio de contribuições para a educação científica do Council of Scientific Society Presidents.

## Trabalho
Toda a pesquisa de Novak está centrada na aprendizagem humana,  em estudos educacionais e na representação do conhecimento. Sua teoria de mapa conceitual tem por finalidade orientar a investigação e instrução, tendo sido publicado pela primeira vez em 1977 e atualizado em 1998.
Seu trabalho de investigação inclui estudos sobre a aprendizagem do aluno e epistemologia, além da aplicação de métodos pedagógicos e ferramentas (como o mapa conceitual), em grandes corporações e programas de ensino à distância. Em seu trabalho inclui o desenvolvimento de mapas conceituais como instrumento de aprendizagem, utilizando CMapp juntamente com a Internet e outros recursos, proporcionando Um Novo Modelo para a Educação.